# Recz (gmina)
Recz – gmina miejsko-wiejska w południowej części województwa zachodniopomorskiego, w powiecie choszczeńskim. Siedzibą gminy jest miasto Recz.
Według danych z 31 grudnia 2016 r. gmina miała 5645 mieszkańców.
Miejsce w województwie (na 114 gmin): powierzchnia 63., ludność 66.

Gmina stanowi 13,6% powierzchni powiatu.

## Położenie
Gmina znajduje się w południowej części województwa zachodniopomorskiego, w północnej części powiatu choszczeńskiego.
Gmina leży na pojezierzach: Choszczeńskim i Ińskim oraz Równinie Drawskiej. Przez miasto i gminę przepływa dostępna dla kajaków rzeka Ina, na południe od wsi Słutowo znajduje się źródło rzeki Reczanki. Przez Recz prowadzi czerwony Szlak Hetmana Stefana Czarnieckiego. Tereny leśne zajmują 38% powierzchni gminy, a użytki rolne 57%.
Sąsiednie gminy:
- Choszczno i Drawno (powiat choszczeński)
- Kalisz Pomorski (powiat drawski)
- Dobrzany i Suchań (powiat stargardzki)

W latach 1975–1998 gmina położona była w województwie gorzowskim.

## Demografia
Dane z 30 czerwca 2008:
| Opis      | Ogółem | Ogółem | Kobiety | Kobiety | Mężczyźni | Mężczyźni |
| --------- | ------ | ------ | ------- | ------- | --------- | --------- |
| jednostka | osób   | %      | osób    | %       | osób      | %         |
| populacja | 5.721  | 100    | 2.846   | 49,7    | 2.875     | 50,3      |

Gminę zamieszkuje 11,4% ludności powiatu.

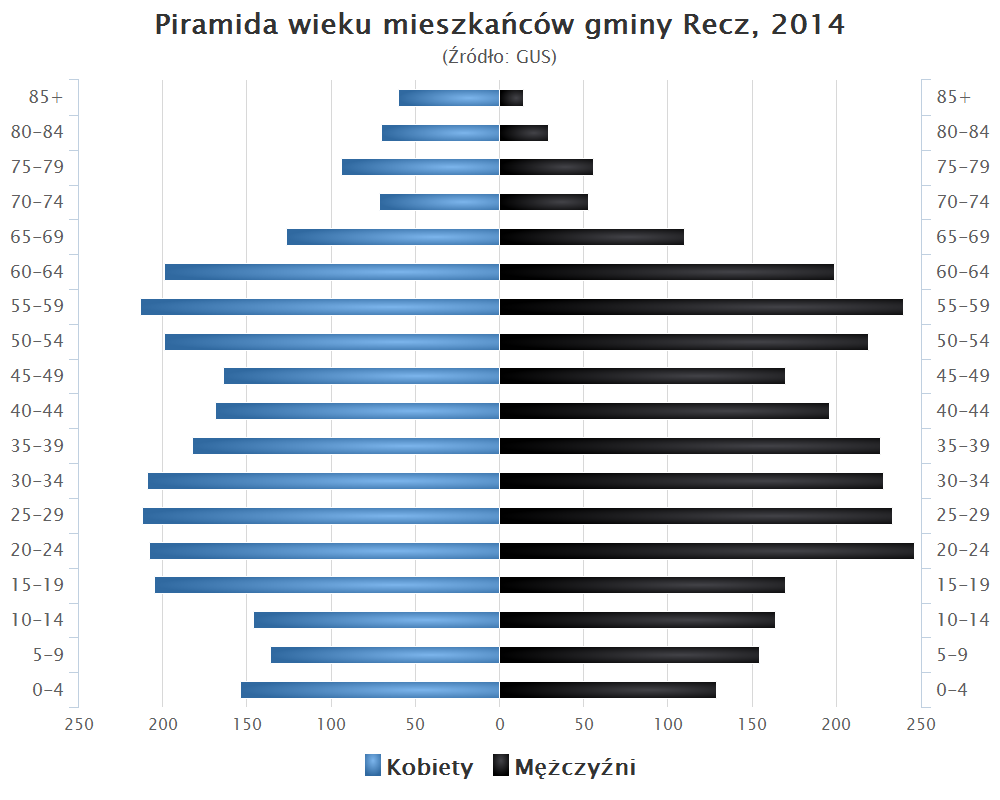
Piramida wieku mieszkańców gminy Recz w 2014 roku

## Zabytki i atrakcje turystyczne
- kościoły w Reczu, Lubieniowie, Nętkowie, Pomieniu, Sicku, Słutowie, Sokolińcu, Suliborzu, Żeliszewie
- brama Choszczeńska z XIV w. koroną w Reczu
- XV-wieczna czatownia ze stożkowym dachem w Reczu
- domy ryglowe z XVIII i XIX wieku w Reczu
- cmentarz w Sokolińcu

## Turystyka
W miejscowości Rybaki na północ od Recza znajduje się Młyn nad Iną gdzie można złowić pstrąga, a następne samodzielnie go przyrządzić. Podczas lata istnieje możliwość wypoczynku i biwaku nad jeziorami Rajsko (nieopodal Recza) i jezioro Cedynia (w miejscowości Żeliszewo). Plaże zagospodarowane są małą architekturą i urządzeniami zabawowymi dla dzieci.

## Przyroda
W gminie znajduje się rezerwat florystyczny Grądowe Zbocze utworzony w 1996 r., położony w pobliżu miejscowości Wielgoszcz, przy drodze krajowej nr 10, wokół którego rozciąga się intensywna woń czosnku niedźwiedziego.

## Komunikacja

### Transport drogowy
Przez gminę Recz prowadzi droga krajowa nr 10 łącząca na tym odcinku miasto z Suchaniem (14 km) i Kaliszem Pomorskim (26 km) oraz droga wojewódzka nr 151 do Ińska (20 km) i w przeciwnym kierunku do Choszczna (14 km).

### Transport kolejowy
Stacja kolejowa Recz Pomorski uzyskała połączenie w 1895 r. ze Stargardem i Piłą. W 2000 r. linia została zawieszona, ale kilkakrotnie trasa ta była otwierana i zamykana, obecnie (od 1 września 2006 r.) jest czynna na odcinkach Ulikowo - Kalisz Pomorski (przez Recz) i Wałcz - Piła Główna.
W 1896 r. otwarta została linia kolei wąskotorowej z Kóz przez Dobrzany i Sulibórz do nieistniejącego dworku nad jeziorem Poźrzadło. Odcinek Dobrzany - Poźrzadło został w 1969 r. zamknięty, a później rozebrany. Obecnie w gminie czynne są dwie stacje kolejowe: Recz i Sokoliniec.

### Poczta
W gminie czynny jest urząd pocztowy: Recz (nr 73-210).

## Administracja i samorząd
W 2016 r. wykonane wydatki budżetu gminy Recz wynosiły 23 mln zł, a dochody budżetu 23,8 mln zł. Zobowiązania samorządu (dług publiczny) według stanu na koniec 2016 r. wynosiły 14,1 mln zł, co stanowiło 59,2% poziomu dochodów.
Sołectwa gminy: Grabowiec, Jarostowo, Lubieniów, Nętkowo, Pamięcin, Pomień, Rajsko, Rybaki, Sicko, Słutowo, Sokoliniec, Suliborek, Sulibórz, Wielgoszcz, Żeliszewo.

## Miejscowości
- Miasto:

Recz
- Wsie:

Grabowiec, Jarostowo, Lubieniów, Nętkowo, Pamięcin, Pomień, Rajsko, Rybaki, Sicko, Słutowo, Sokoliniec, Suliborek, Sulibórz, Wielgoszcz i Żeliszewo
- Osada:

Kraśnik
- Kolonie:

Lestnica, Pomianka, Trzebień i Witosław
- Leśniczówki:

Bytowo i Chełpina
- Gajówki:

Rybnica i Zdbino